# 아워 칠드런
아워 칠드런(Our Children)은 스위스에서 제작된 조아킴 라포스 감독의 2012년 드라마 영화이다.
2012년 칸 영화제의 주목할 만한 시선에서 Loving Without Reason이라는 제목으로 출품되었으며 여기서 에밀리 드켄이 주목할 만한 시선 여배우상을 수상했다.

## 출연
- 에밀리 드켄
- 닐스 아레스트뤼프
- 타하르 라힘